# Nikolay Bukhalov
Nikolay Bukhalov (n. 20 martie 1967, Karlovo, Plovdiv, Bulgaria) este un canoist ce a reprezentat Bulgaria, medaliat olimpic. A participat la 4 ediții ale Jocurilor Olimpice (1988, 1992, 1996, 2000) în care a câștigat două medalii de aur și o medalie de bronz.